# David Hayward
David Grant Hayward is een Amerikaanse acteur. 

## Biografie
Hayward begon in 1969 met acteren. Een van zijn eerste rollen speelde hij in de hitserie All My Children (1970), daarna speelde hij in meerdere televisieseries en films zoals Nashville, Beverly Hills, 90210, Flatland en ER. 

## Filmografie

### Films
Uitgezonderd korte films.
- 1973 Time to Run - als ??
- 1975 Nashville - als Kenny Fraiser
- 1977 Little Ladies of the Night - als Brady
- 1977 Red Alert - als Larry Cadwell
- 1977 Eaten Alive - als Cowboy
- 1977 The Hazing - als Carl Lewis
- 1978 Flying High - als Burt Stahl
- 1978 Who'll Save Our Children? - als Bob Garver
- 1979 Van Nuys Blvd. - als Leon Barnes
- 1979 Fast Charlie... the Moonbeam Rider - als McCall
- 1979 11th Victim - als Red Brody
- 1980 Delusion - als Jeffrey Fraser
- 1980 The Georgia Peaches - als Marco
- 1981 Fallen Angel - als Dennis
- 1981 The Legend of the Lone Ranger - als Collins
- 1981 The Cherokee Trail - als Temple Boone
- 1983 Slayground - als Laufman
- 1985 Love on the Run - als Gary Snyder
- 1986 Northstar - als Bill Harlow
- 1988 Body of Evidence - als Jack
- 1989 The Big Picture - als George
- 1991 Eve of Destruction - als Cal
- 1991 For the Very First Time - als Hudson
- 1991 Yhousand Pieces of Gold - als Ohio
- 1993 A Case for Murder - als Darren Gaines
- 1994 Accidental Meeting - als Jonathan Holtman
- 2003 View from the Top - als Pete
- 2013 Grey Sheep - als Oldie Winfield
- 2014 Falcon Song - als Slim
- 2014 Union Furnace - als Parts Punk
- 2015 Raven's Touch - als Joe
- 2018 Future Lies - als Lemmy

### Televisieseries
Uitgezonderd eenmalige gastrollen.
- 1970 All My Children - als ?? - ? afl.
- 1970 Mary Tyler Moors - als Bezorger - 2 afl.
- 1972 Wait Till Your Father Gets Home - als Chet Boyle - 14 afl.
- 1979 The Chisholms - als Timothy Oates - 2 afl.
- 1988 - 1989 Knots Landing - als David - 6 afl.
- 1990 - 1991 Family Matters - als Redding - 2 afl.
- 1994 1995 Beverly Hills, 90210 - als Kevin Weaver - 7 afl.
- 2002 Flatland - als Simon Cross - 6 afl.